# Анна Лаймінг
Анна Лаймінг, до шлюбу Жмуда-Требятовська (24 липня 1904, Пшимушеві хойницького повіту — 13 липня 2003, Слупськ) — польська письменниця, чиї твори (мемуари, романи, театральні п'єси) присвячені малій батьківщині – Кашубії періоду до I та II світовими війнами.

## Біографія
Народилася у старій шляхетській родині Требятовських, які впродовж століть жили на Померанії. Літературою почала займатися лише в 1958 р. Її твори описують реалії життя сіл південної Кашубії наприкінці пруського поділу та в 1930-х роках. Писала польською мовою, вплітаючи до тексту кашубські діалоги.  З 1973 року була членом Спілки польських письменників. У 1974 р. Анну було відзначено Медаллю Столема. У 1929–1939 рр. Анна Лаймінг мешкала в Тчеві. Цьому періодові життя письменниця присвятила мемуар «Мій дім» (Mój dom). З 2009 року в Тчеві знаходиться меморіал на честь письменниці та час її проживання у Тчеві. Після війни мешкала в Слупську. Письменниця є почесною мешканкою міста Слупська з 2000 р. У 2005 р. на її честь було названо одну з вулиць Слупська. Вийшла заміж за Миколая Лаймінга, офіцера білої армії. Її сином був художник, професор Володимир Лаймінг.
13 липня 2003 року Анна Лаймінг померла, похована на Старому цвинтарі в Слупську.

## Творчість
- Z leśnych pustków (З лісових пустирів)
- Mrok i świt (Морок і світло)
- Czterolistna koniczyna (Чотирилисна конюшина)
- Od dziś do jutra (Від сьогодні до завтра)
- Seweryna (Северина)
- Bajki (Казки)
- Dwie kobiety (Дві жінки)
- Symbol szczęścia (Символ щастя)
- Czerwone róże (Червоні троянди)
- Włodek w listach matki (Влодек у листах матері)
- Dzieciństwo (Дитинство)
- Młodość (Молодість)
- Mój dom (Мій дім)
- Gdzie jest balbina? (Де бальбіна?)
- Szczecé (Щеце)

## Нагороди та відзнаки
- Орден відродження Польщі
- Золотий хрест заслуги
- Заслужений діяч культури Польщі
- Медаль Столема
- Срібна табакерка Абрахама[12]
- Почесний мешканець міста Слупська

## Зовнішні посилання
- Інтернет-сторінка Анни Лаймінг
- Анна Лаймінг в каталозі народної бібліотеки
- Anna Łajming – Książki WP.pl